# Fray León de San José

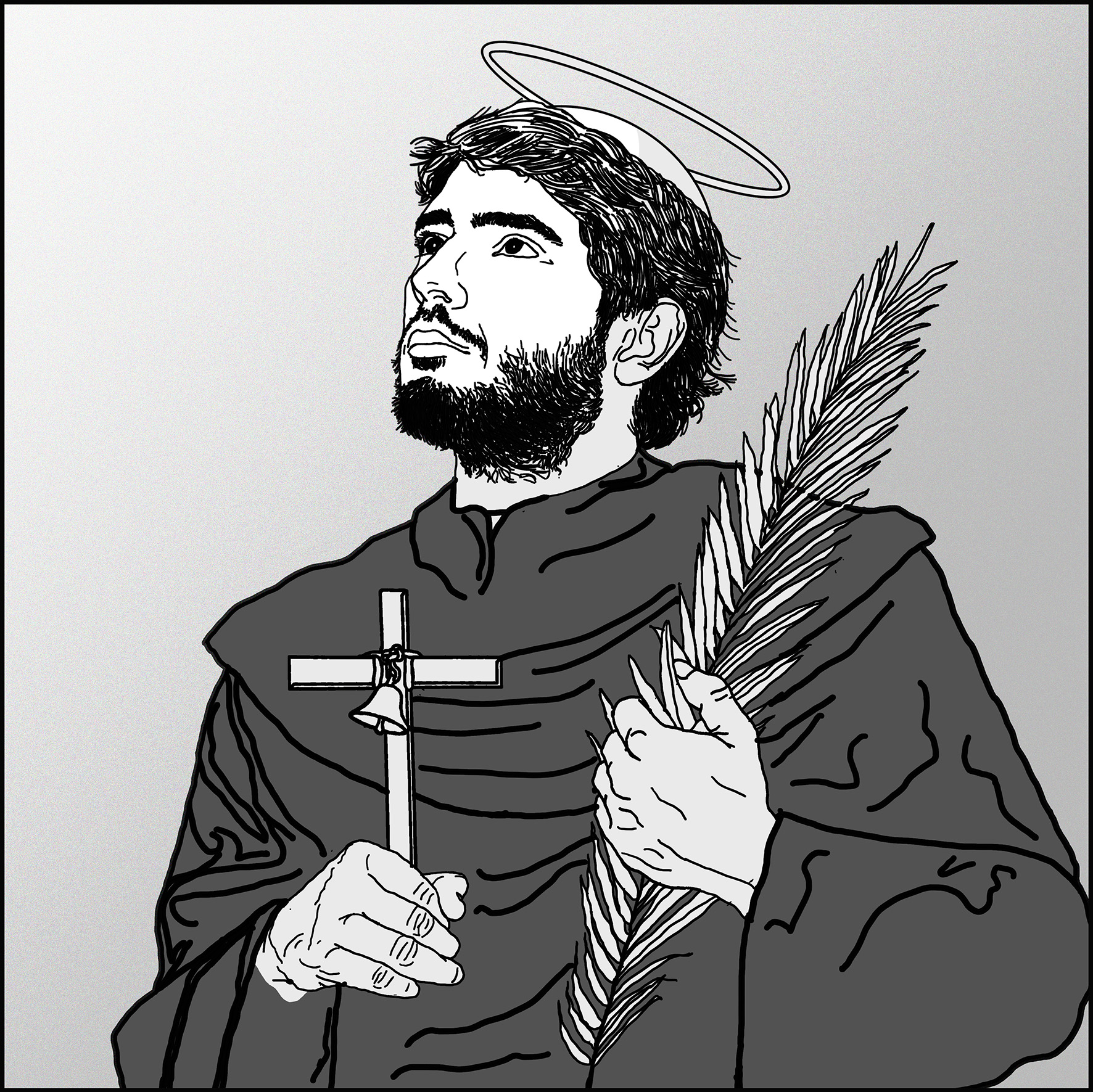
Estudio para el cuadro de la parroquia en Peraleda.

Fray León de San José (1708-1740) fue un misionero español del siglo XVIII, agustino recoleto, martirizado en las islas Filipinas.

## Vida
De seglar León Gómez García, nació el 22 de septiembre de 1708, en Peraleda de la Mata, España.
En su juventud estuvo en contacto con los frailes franciscanos del convento del Berrocal, en Belvís de Monroy, así como con los agustinos recoletos de Jarandilla de la Vera

. Fue novicio recoleto, probablemente en Jarandilla, e hizo los votos en Madrid, en el desaparecido Convento de Copacabana

, a los 22 años, donde aprendió tagalo. Cuatro años después marchaba de misionero a las islas Filipinas. Permaneció seis meses en el convento de Manila, hasta que el prior le destinó al convento de Calavite
(Paluán), en la isla de Mindoro, que en aquellos tiempos era la zona más peligrosa de Filipinas debido a las frecuentes incursiones de los piratas. Allí fue nombrado visitador de las aldeas de la parroquia de Calavite

, la cual se extendía unos 180 km por la costa occidental de Mindoro y parte de la costa norte. Por los testimonios de la época, se dedicó a la obra misionera sin desdeñar los trabajos más humildes para la comunidad y para los indígenas
, de quienes también era un querido amigo.
Los piratas islámicos, allí conocidos como "los moros", atacaron la parroquia de Ililin el 23 de octubre de 1739, en plena noche. El fraile, en lugar de huir inmediatamente, intentó poner a salvo lo más sagrado de la iglesia para que no fuera profanado por los atacantes, pero el intento le costó caer prisionero.
Se lo llevaron a la isla de Lío, una diminuta isla en el archipiélago de las Cuyo, donde pasó meses o casi un año de trabajos forzados
a la espera de obtener un rescate por él como era habitual con los frailes y sacerdotes capturados en esa época. Pero su afán evangelizador continuó en su cautiverio entre los que se le acercaban, incluidos sus captores y, finalmente, le acarreó sufrir martirio.
Fue sometido a la tortura conocida como el Ling Chi o «la muerte por mil cortes». 
Tortura que estuvo en vigor en China como máxima pena capital hasta 1905, aunque pocas veces fue usada ya que se reservaba para los casos de extrema gravedad. Durante la dinastía Ming, según la saña de los ejecutores y la lentitud del proceso, los cortes podían llegar hasta los 3.000 y la agonía del ejecutado podía prolongarse durante horas.
Cuando llegaron a Manila las noticias de su cautiverio, el Prior de los agustinos acudió al Gobernador, Gaspar Antonio de la Torre Ayala,
a pedirle que enviaran a rescatar a Fray León, pero el Gobernador, que había firmado recientemente un tratado de paz con los piratas de Joló y no quería confrontación, se negó arguyendo malhumorado que los frailes "habían ido a Filipinas a sufrir el martirio".
El prior escribió entonces una carta de protesta al Rey de España, y probablemente fuese ese el motivo por el que, meses más tarde, el Gobernador cambió de opinión. Pero para entonces ya fue demasiado tarde.
Desafortunadamente solo el 2 de septiembre de 1740, ya muerto Fray León, recibe el Sultán moro noticias del Gobierno español (de Filipinas) para negociar la liberación de Fray León. 
El 4 de febrero de 1741 llega la notificación oficial de la muerte del fraile al Concejo de la Mata, al cual pertenecía Peraleda, su pueblo natal.
El santo terminó siendo olvidado en la zona, aunque no tanto en su pueblo, gracias a que el obispo había ordenado pintar un cuadro de su martirio y colgarlo en la sacristía de la iglesia para memoria perpetua. Mucho tiempo después, los agustinos recoletos de Filipinas se acercaron a Peraleda para honrar al santo regalando a la parroquia un cáliz inscrito que allí se guarda hasta el día de hoy.

## Martirio

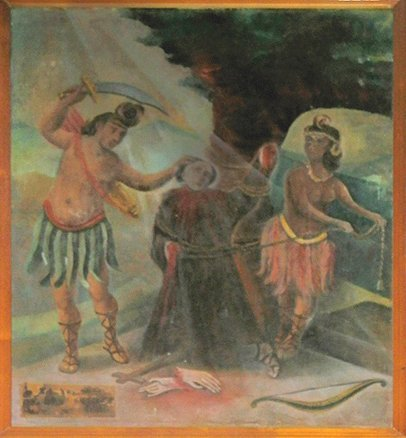
Cuadro del martirio de Fray León, autor anónimo, conservado en la iglesia de Peraleda de la Mata

La muerte de Fray León se produjo bajo la tortura de Ling Chi, llamada también Muerte por mil cortes, que algunos califican como la muerte más cruel que ha ideado el ser humano. Las crónicas de la época nos la describen del siguiente modo:

Después de tenerlo mucho tiempo desnudo en un monte ocupado en la dura faena de descascarillar  palay (arroz con cáscara) le quitaron la vida en medio de los más atroces tormentos. Amarrándolo a un harigne (poste de madera) y juntándose muchos moros con sus armas, le iba cada uno hiriendo  poco a poco para que su muerte fuese más sentida y penosa, hasta que, habiendo pasado todos hiriéndole en diversas partes de su cuerpo, le cortaron brazos, piernas, narices y orejas, arrojando al mar su cuerpo. Estas noticias, comunicadas por algunos jolanos, se tuvieron además por varios indios que habían logrado escapar del cautiverio, los cuales, aunque no conforme en algunos detalles, coincidían en lo sustancial, y todos a una contaban el valor y fortaleza del religioso en  predicar la fe de Jesucristo hasta el momento de entregar su espíritu.

El historiador Angel Castaño hace además las siguientes observaciones:

Como máxima pena capital estuvo en vigor en China, aunque pocas veces usada, hasta 1905. Se conservan algunas fotografías en donde se ve a varias personas que han sido ejecutadas así, o que están en proceso de ejecución. Las imágenes son tan sumamente horrorosas que no hemos querido insertarlas en este estudio, pero los cortes y mutilaciones coinciden con las narraciones de la muerte de Fray León. Los detalles de esta ejecución van más allá de la breve descripción esquemática que nos dan las crónicas sobre nuestro mártir y vemos que la versión más espeluznante se queda corta, pues omiten por decoro y horror que también se cortaban los genitales, que habitualmente también se sacaban los ojos, y finalmente se iba rebanando la piel hasta dejar a la vista el hueso en la zona de los pechos y algunas otras, incluidos detalles que es preferible no mencionar. Las mutilaciones a veces se realizaban post mortem y otras veces aún en vida. Para aliviar el sufrimiento del reo a menudo le daban opio, o un familiar pagaba al verdugo para que le provocara la muerte con mayor rapidez, pero en el caso de Fray José, donde los verdugos eran sus propios enemigos y no había nadie en condiciones de interceder por él, debemos suponer que nadie ni nada pudo ahorrarle los terribles sufrimientos de esta inhumana ejecución.

## Situación actual
Su casa natal aún se conserva en buen estado y sin alteraciones, por lo cual la asociación local Raíces de Peralêda pide su musealización, al mismo tiempo que la parroquia está iniciando los pasos para la canonización de este mártir, con el nombre de San León de Peraleda.

## Lectura adicional
- Albi de la Cuesta, J. (2022). "Moros: España contra los piratas musulmanes de Filipinas (1574-1896)"